# Silicato

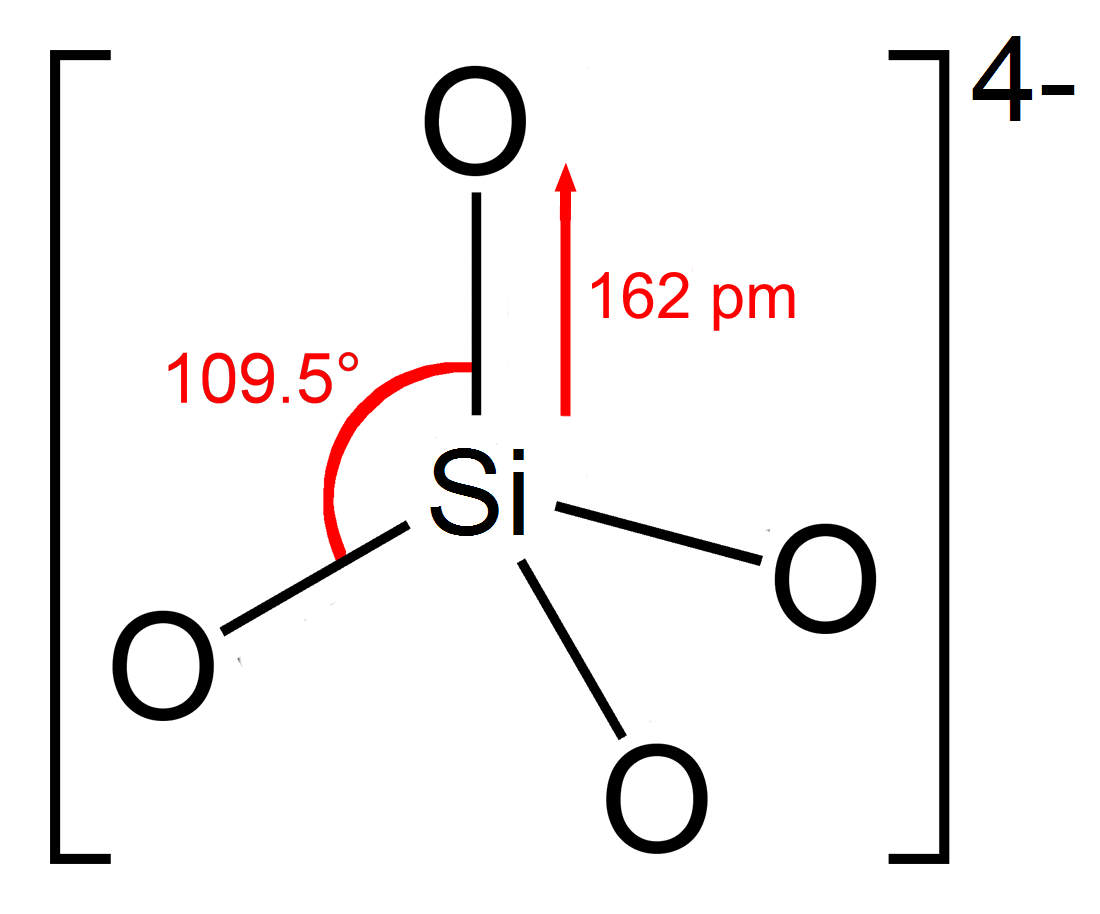
Estrutura do ortossilicato ânion SiO_{4}^{4−}

Em química, um silicato é qualquer membro de uma família de ânions consistindo de silício e oxigênio, geralmente com a fórmula geral 
[
SiO(4−2x)−
4−x]n, onde 0 ≤ x < 2.  É usado também em referência à sílica ou a um dos ácidos silícicos. A família inclui ortossilicato 
SiO4−
4 (x = 0), metassilicato 
SiO2−
3 (x = 1), e pirossilicato 
Si2O6−
7 (x = 0.5, n = 2).  O nome também é usado para qualquer sal de tais ânions, tal como metassilicato de sódio; ou qualquer éster contendo o correspondente grupo químico, como ortossilicato de tetrametilo.
Ânions de silicato são muitas vezes grandes moléculas com uma extensa variedade de estruturas, incluindo correntes e anéis (como em polímeros metassilicato 
[
SiO2−
3]n), cadeias duplas (como em 
[
Si2O2−
5]n,e folhas (como em 
[
Si2O2−
5]n.
Os minerais compostos de silicatos são caracterizados pela forma tetraédrica de seus cristais. Por vezes, os tetraedros se juntam em cadeias, cadeias duplas, folhas ou em estruturas tridimensionais. Eles são subclassificados em grupos baseados no grau de polimerização do tetraedro, tal como nesossilicatos, ciclossilicatos, e assim por diante.
Em geologia e astronomia, o termo silicato é usado para denotar um tipo de rocha que consiste de silício e oxigênio (geralmente como SiO2 ou SiO4), um ou mais metais e possivelmente hidrogênio. Tais rochas variam de granito a gabro. A maioria da crosta da Terra é composta de rochas de silicato, assim como as crostas de outros planetas rochosos.
Em Mineralogia, os minerais do silicato são divididos de acordo com sua estrutura molecular nos seguintes grupos:
- Olivinas (tetraedro simples)
- Piroxenas (cadeia simples)
- Anfíbolas (cadeia dupla)
- Micas e argilas (folhas)
- Feldspatos (estrutura tridimensional)
- Quartzo (estrutura de SiO2)